# 77696 Patriciann
77696 Patriciann este un asteroid din centura principală de asteroizi.

## Descriere
77696 Patriciann este un asteroid din centura principală de asteroizi. A fost descoperit pe 18 iulie 2001 la Nashville de R. Clingan. El prezintă o orbită caracterizată de o semiaxă mare de 3,15 ua, o excentricitate de 0,14 și o înclinație de 6,6° în raport cu ecliptica.